# Tiracola nigriclathrata
Tiracola nigriclathrata là một loài bướm đêm trong họ Noctuidae.